# Гелена Крижанова-Бриндзова
Гелена Крижанова-Бриндзова (словац. Helena Križanová-Brindzová, 7 січня 1922, Люданице — 1 серпня 1990, Братислава) — словацька письменниця, поетеса, драматургиня та перекладачка. В першу чергу відома як автор літератури для дітей та молоді.

## Життєпис
Народилася 1922 року в Люданицях (словац. Ludanice). Вчилася в гімназії міста Нітра.

## Твори в перекладі українською
- Поштарик: повість / Г. Крижанова-Бриндзова; переклад із словацької Галина Бережна; художник Євген Котляр. — Київ: Веселка, 1986. — 279 с.: ілюстрації.